# 항공·철도사고조사위원회
항공·철도사고조사위원회(航空·鐵道事故調査委員會, Aviation and Railway Accident Investigation Board, 약칭: ARAIB)는 항공·철도사고등의 원인규명과 예방을 위한 사고조사를 독립적으로 수행하는 대한민국 국토교통부의 소속기관이다. 2005년 11월 16일 발족하였으며, 세종특별자치시 가름로 232에 위치하고 있다. 위원장은 비상임위원이다.

## 설치 근거
- 「항공·철도 사고조사에 관한 법률」 제4조[1]

## 직무
- 사고조사
- 사고조사보고서의 작성ㆍ의결 및 공표
- 안전권고 등
- 사고조사에 필요한 조사ㆍ연구
- 사고조사 관련 연구ㆍ교육기관의 지정
- 그 밖에 항공사고조사에 관하여 규정하고 있는 「국제민간항공조약」 및 부속서에서 정한 사항

## 연혁
- 1963년 12월 17일: 교통부 항공국에 시설과를 설치하여 항공기사고의 조사 및 처리에 관한 사무를 담당.
- 1966년 8월 22일: 항공기사고의 조사 및 처리대책에 관한 사무를 운항과로 이관.
- 1981년 11월 2일: 항공기사고 조사처리 및 대책에 관한 사무를 관제통신과로 이관.
- 1984년 2월 16일: 철도청에 안전관실을 설치하여 철도사고의 원인조사 및 처리에 관한 사무를 담당.
- 1988년 12월 31일: 철도청 안전관실을 안전관리관실로 개편.
- 1990년 6월 21일: 항공기사고의 조사 및 분석에 관한 사무를 항공기술과로 이관.
- 1998년 2월 28일: 항공기 사고 담당 부서를 건설교통부 항공국 항공안전과로 개편.
- 2000년 1월 1일: 철도청 안전관리관실을 안전환경실로 개편.
- 2001년 7월 16일: 건설교통부 항공국 항공안전과를 사고조사과로 개편.
- 2001년 11월 11일: 건설교통부 항공국 사고조사과를 폐지하고, 건설교통부 소속으로 항공사고조사위원회를 설치.
- 2004년 3월 20일: 철도청 안전환경실을 수송안전실로 개편.
- 2005년 1월 1일: 철도청을 폐지하고, 건설교통부 소속으로 철도사고조사위원회를 설치.
- 2005년 11월 16일: 항공사고조사위원회와 철도사고조사위원회를 통합하여 항공·철도사고조사위원회로 개편.
- 2008년 2월 29일: 국토해양부 소속으로 변경.
- 2013년 3월 23일: 국토교통부 소속으로 변경.

## 조직

### 위원
- 12명의 위원으로 구성하며, 1명은 위원장을 겸임한다.[2]
- 상임위원은 2명을 두며, 국토교통부 항공정책실장과 철도국장이 겸직한다.[3]
- 위원장과 상임위원 2명은 대통령이 임명하며, 비상임위원은 국토교통부장관이 위촉한다.[4]
- 임기는 3년으로 하며, 연임할 수 있다.[5]
- 항공분과위원회와 철도분과위원회를 두며, 상임위원은 각 분과위원회의 위원장을 겸한다.

| 직위     | 성명   | 비고                |
| -------- | ------ | ------------------- |
| 위원장   | 권진회 | 경상국립대학교 총장 |
| 상임위원 | 주종완 | 항공정책실장 겸직   |
| 상임위원 | 윤진환 | 철도국장 겸직       |
| 위원     | 구남서 | 항공분과위원회 소속 |
| 위원     | 박진서 | 항공분과위원회 소속 |
| 위원     | 최성임 | 항공분과위원회 소속 |
| 위원     | 김민정 | 항공분과위원회 소속 |
| 위원     | 윤진환 | 철도분과위원회 소속 |
| 위원     | 정락교 | 철도분과위원회 소속 |
| 위원     | 김용원 | 철도분과위원회 소속 |
| 위원     | 염병수 | 철도분과위원회 소속 |
| 위원     | 박은경 | 철도분과위원회 소속 |

### 하부조직
- 사무국[6]

## 항공사고 조사
기본적으로 항공사고가 발생한 영토가 속한 국가가 사고조사의 권리와 의무를 갖는다. 이 국가는 사고조사의 업무수행의 전부 또는 일부분을 항공기 등록국 또는 항공기 운영국에 위임할 수 있다. 그리고 조약체결국으로부터 기술적인 지원을 요청할 수 있다.항공사고 발생국은 국제민간항공기구에 통보하고 관련국에 통보하며 사고조사단장을 임명하고 사고조사보고서를 준비한다. 만약 항공사고가 공해상에서 발생하면 항공기 등록국이 항공기 사고의 권리와 의무를 갖는다.

### 항공사고 조사 대상
- 사람이 항공기에 비행을 목적으로 탑승한 때부터 탑승한 모든 사람이 항공기에서 내릴 때까지 항공기의 운항과 관련하여 발생한 다음 각 목의 어느 하나에 해당하는 것을 말한다.
  - 가. 사람의 사망·중상(重傷) 또는 행방불명
  - 나. 항공기의 중대한 손상·파손 또는 구조상의 고장
  - 다. 항공기의 위치를 확인할 수 없거나 항공기에 접근이 불가능한 경우
- 경량 항공기 사고: 경량 항공기의 비행과 관련하여 발생한 다음 각 목의 어느 하나에 해당하는 것을 말한다.
  - 가. 경량항공기에 의한 사람의 사망·중상 또는 행방불명
  - 나. 경량항공기의 추락·충돌 또는 화재 발생
  - 다. 경량항공기의 위치를 확인할 수 없거나 경량항공기에 접근이 불가능한 경우
- 초경량비행장치: 초경량비행장치(超輕量飛行裝置)의 비행과 관련하여 발생한 다음 각 목의 어느 하나에 해당하는 것을 말한다.
  - 가. 초경량비행장치에 의한 사람의 사망·중상 또는 행방불명
  - 나. 초경량비행장치의 추락·충돌 또는 화재 발생
  - 다. 초경량비행장치의 위치를 확인할 수 없거나 초경량비행장치에 접근이 불가능한 경우

### 항공사고 조사 진행 단계
1. 사고발생 보고(기장 또는 항공기 소유자)
2. 사고발생 보고 접수(항공기 등록국, 운영국, 설계국, 제작국 및 ICAO에 통보)
3. 사고조사 개시(사고조사단 구성)
4. 현장조사(현장보존, 관련정보 및 자료 수집)
5. 초동보고서 발송(사고발생 후 30일 이내 관련국 및 ICAO)
6. 시험 및 분석(ARAIB 분석실 및 관련 전문기관)
7. 사실조사보고서 작성(분야별 사실조사 정보 통합)
8. 공청회(사실정보 검증, 필요시 사실정보 보완, 사고조사의 객관성, 공정성 및 신뢰성 확보)
9. 최종보고서 작성(원인 및 안전권고사항 포함)
10. 관련국 의견수립(60일 기간)
11. 위원회 심의 및 의결(최종보고서 완료)
12. 최종사고조사 결과발표 및 최종사고조사보고서 발표(언론매체 등을 통한 발표 및 관련국과 ICAO에 배포)

## 철도사고 조사
대한민국 영역 안에서 발생한 철도사고와 관련된 정보·자료 등의 수집·분석·원인규명, 철도안전에 관한 안전권고 등 철도사고의 조사 및 예방을 목적으로 ‘항공·철도사고조사에 관한 법률’ 제4조의 규정에 의한 항공·철도사고조사위원회가 수행하는 과정 및 활동을 말한다.

### 철도사고 조사 대상
- 열차의 충돌·탈선사고
- 철도차량 또는 열차에서 화재가 발생하여 운행을 중지시킨 사고
- 철도차량 또는 열차의 운행과 관련하여 3인 이상의 사상자가 발생한 사고
- 철도차량 또는 열차의 운행과 관련하여 5천만원 이상의 재산피해가 발생한 사고

### 철도사고 조사 절차
1. 사고발생 보고 접수(철도 운영자 등)
2. 사고조사 개시(사고조사단 구성)
3. 현장조사(현장보존, 관련정보 및 자료수집)
4. 시험 및 분석(ARAIB 분석실 및 관련 전문기관)
5. 사실조사보고서 작성(분야별 사실조사 정보 통합)
6. 공정회(사실정보 검증, 필요시 사실정보 보완, 사고조사의 객관성, 공정성 및 신뢰성 확보)
7. 최종보고서 작성(원인 및 안전권고사항 포함)
8. 위원회 심의 및 의결(최종보고서 완료)
9. 최종사고조사 결과 발표 및 최종사고조사보고서 발표(언론매체 등을 통한 발표 및 관련기관 배포)

## 같이 보기
- 항공 사고
- 철도 사고
- 블랙박스
- 국제 민간 항공 기구(ICAO)
- 한국항공우주연구원
- 한국철도기술연구원
- 한국항공대학교
- 한국철도대학